# Black Badges
Black Badges (1979-1980) var et dansk punkrock band, der udsprang fra Vallensbæk Statsskole. Bandet debuterede til den legendariske punkfestival Concert of the Moment i 1979 og åbner Concert of the Moment albummet fra 1980 med numrene "Life" og "No Soldier No War".
Black Badges spillede "1-2-3-punk" ligesom de fleste punkbands i perioden, men havde saxofon med, der gav bandet en lidt anden lyd, lidt henad et band som engelske X-Ray Spex.
Bandet spillede i deres levetid bl.a. på spillesteder som Saltlageret og Rockmaskinen, og sammen med punkbands som bl.a. Bollocks, Gate Crashers og City-X m.fl.
Bandmedlemmerne i Black Badges var Bjarne Høvik Søby (vokal, guitar), Pylle Quaade (guitar), Michael Valeur (saxofon), Ole Dreyer (bas, også i Gate Crashers) og Lange Jan (trommer).

## Diskografi
- Concert of the Moment, 12" 3xLP live comp. 1980  (Irmgardz / IRMG02)
- Concert of the Moment , MC 1980 (Irmgardz / IRMG K502)